# Vandalur
Vandalur là một thị trấn thống kê (census town) của quận Kancheepuram thuộc bang Tamil Nadu, Ấn Độ.

## Địa lý
Vandalur có vị trí 12°53′B 80°05′Đ / 12,89°B 80,08°Đ Nó có độ cao trung bình là 50 mét (164 feet).

## Nhân khẩu
Theo điều tra dân số năm 2001 của Ấn Độ, Vandalur có dân số 13.311 người. Phái nam chiếm 54% tổng số dân và phái nữ chiếm 46%. Vandalur có tỷ lệ 79% biết đọc biết viết, cao hơn tỷ lệ trung bình toàn quốc là 59,5%: tỷ lệ cho phái nam là 85%, và tỷ lệ cho phái nữ là 72%. Tại Vandalur, 11% dân số nhỏ hơn 6 tuổi.